# Cystopage cladospora
Cystopage cladospora är en svampart som beskrevs av Drechsler 1957. Cystopage cladospora ingår i släktet Cystopage och familjen Zoopagaceae.   Inga underarter finns listade i Catalogue of Life.